# Kåtavan
Kåtavan är en sjö i Sorsele kommun i Lappland och ingår i Umeälvens huvudavrinningsområde. Sjön har en area på 0,629 kvadratkilometer och ligger 604,8 meter över havet. Kåtavan ligger i Vindelfjällen Natura 2000-område.

## Delavrinningsområde
Kåtavan ingår i det delavrinningsområde (732743-148295) som SMHI kallar för Utloppet av Kåtavan. Medelhöjden är 677 meter över havet och ytan är 6,94 kvadratkilometer. Det finns ett avrinningsområde uppströms, och räknas det in blir den ackumulerade arean 13,51 kvadratkilometer. Vattendraget som avvattnar avrinningsområdet har biflödesordning 3, vilket innebär att vattnet flödar genom totalt 3 vattendrag innan det når havet efter 416 kilometer. Avrinningsområdet består mestadels av skog (33 procent), sankmarker (28 procent) och kalfjäll (27 procent). Avrinningsområdet har 0,85 kvadratkilometer vattenytor vilket ger det en sjöprocent på 12,2 procent.